# Лашки Ровт
Лашки Ровт (словен. Laški Rovt) је насељено место у општини Бохињ, Горењска регија, Словенија.

## Историја
До територијалне реорганизације у Словенији био је у саставу старе општине Радовљица. Као самостално насеље, Лашки Ровт постоји од 1993. године. Настала је издвајањем дела из насеља Поље.

## Становништво
У попису становништва из 2011. године, Лашки Ровт је имао 41 становника.
| Број становника према пописима | Број становника према пописима |
| ------------------------------ | ------------------------------ |
| 2002                           | 2011                           |
| 49                             | 41                             |

Напомена: Године 1993. настала издвајањем дела из насеља Поље.